# Maritime Squadron of Armed Forces of Malta
La Squadra marittima delle Forze armate di Malta (inglese: Maritime Squadron of Armed Forces of Malta; maltese: Skwadra Marittima tal-Forzi Armati ta' Malta) è la componente navale delle forze armate maltesi, l'organizzazione di difesa della Repubblica di Malta, che è stata formata dopo l'indipendenza dell'isola dal Regno Unito.
La squadra dispone di alcune motovedette necessarie ad assicurare il pattugliamento delle acque attorno all'isola. All'interno delle forze di difesa maltesi, organizzate a livello di brigata su tre reggimenti, il secondo in passato è stato definito come air and maritime regiment. Le sette motovedette sono ospitate nei due porti di Haywharf e Floriana e sono inserite nel dispositivo mondiale di ricerca e soccorso per l'area del Mediterraneo centrale. A tutto il 2014 la squadra navale è stata scorporata, ed è stata insignita della medaglia d'oro della Repubblica Maltese; esiste sull'isola anche la missione militare italiana, la MIATM, che si occupa delle operazioni congiunte con la Marina Militare per il SAR e dell'addestramento del personale locale.

## Storia
Le origini della marina maltese risalgono alla gloriosa tradizione marinara dei Cavalieri di Malta. Le loro galere difesero per tre secoli i traffici commerciali in Mar Mediterraneo dalle scorrerie dei pirati barbareschi. Al comando di un "Ammiraglio", eletto tra i cavalieri della veneranda lingua d'Italia «con potestà sopra tutte le galere e i navigli armati della religione» ed affiancato dal "Capitano Generale delle Galere" e dal "Luogotenente dell'Ammiraglio", la squadra dell'ordine effettuava, dalla primavera all'autunno, le cosiddette "carovane", ovvero missioni di pattugliamento in tutto il Mediterraneo centrale. La flotta, che all'epoca contava cinque galere e due caracche, contribuì alla difesa dell'isola nell'assedio di Malta (1565) da parte degli ottomani, mentre a causa di perdite subite in uno scontro con i pirati di Uluç Alì Pascià, la marina giovannita partecipò alla battaglia di Lepanto con solo tre galere (Santa Maria della Vittoria, San Pietro e San Giovanni) agli ordini del "Capitano Generale delle Galere" Pietro Giustiniani, priore di Messina. Nei decenni successivi la squadra dell'Ordine continuò la sua attività di polizia marittima, collaborando strettamente soprattutto con il Vicereame di Napoli e di Sicilia, la Marina Pontificia, con quella dei Cavalieri di Santo Stefano e con le flotte genovesi e veneziane. A seguito dell'evoluzione tecnica delle marinerie europee, nel 1701 fu costituita la "Squadra dei Vascelli", posta al comando di un "Luogotenente Generale" (subordinato comunque al "Capitano Generale delle Galere"), che arrivò ad allineare negli anni venti del '700 ben quattro vascelli e due fregate. Al momento dell'occupazione napoleonica del 1798, la Squadra dell'Ordine allineava due vascelli, due fregate, quattro galere più numerose unità minori e due reparti di fanteria di marina: il Battaglione dei Vascelli ed il Battaglione delle Galere.
Con l'annessione all'Impero Britannico le tradizioni navali maltesi seguirono le sorti della Royal Navy. Fu solo dopo l'indipendenza (1964) e con la costituzione delle Armed Forces of Malta (1973) che si ebbe la costituzione di un servizio navale nazionale, prima come unità del 2º reggimento interforze e poi, nel 2006, come reparto di livello reggimentale autonomo.

## Compiti
La squadra marittima è un'unità di livello reggimentale e rappresenta la componente navale delle forze armate maltesi, organizzate a loro volta come una brigata leggera. Oltre alla funzione prettamente militare di difesa, la squadra marittima ricopre una vasta gamma di funzioni, tra cui il servizio di guardia costiera, polizia di frontiera, polizia marittima, controllo pesca e ricerca e soccorso (SAR), MEDEVAC e CASEVAC. Come tutte le forze armate maltesi, esso si avvale del supporto e della collaborazione della missione militare italiana MIATM, che si occupa delle operazioni congiunte con la Marina Militare per il SAR e dell'addestramento del personale locale.

## Organizzazione
- Quartier generale: responsabile del supporto dell'attività operativa delle unità navali, in particolare dell'approvvigionamento di carburanti, lubrificanti e munizioni e della sicurezza delle infrastrutture.
- Comando Offshore: è responsabile delle operazioni in mare aperto ed allinea le tre unità maggiori: il pattugliatore P61, che è anche nave ammiraglia della squadra, ed i pattugliatori Classe Protector P51 e P52.
- Comando costiero: si articola in tre sezioni:
  - Forze da pattugliamento: comprende le motovedette costiere Austal ed i relativi equipaggi.
  - SAR (Search and Rescue): questa sezione comprende tre equipaggi che a rotazione sono imbarcati sulle due motovedette SAR Vittoria Melita I e II.
  - Plotone dispiegamento rapido: precedentemente denominato "team dispiegamento rapido"[10], è un distaccamento di operatori addestrati in particolare nel contrasto del terrorismo marittimo, nella lotta a contrabbandieri e scafisti e nell'abbordaggio di imbarcazioni sospette o pericolose, con l'impiego di mezzi aerei e navali[11]. In particolare hanno in dotazione il Fast-Interceptor Craft P01 dell'italiana FB Design[12], mentre per quanto riguarda l'armamento, tra quello in dotazione alle forze maltesi, spiccano l'onnipresente pistola Beretta 92, il mitra MP5 ed il fucile di precisione Dragunov SVD. Nell'ambito della missione militare italiana MIATM, il RDP collabora costantemente con il 9º Reggimento d'assalto paracadutisti "Col Moschin" per l'addestramento del personale.
  - Comando G: la difesa dell'isola di Gozo è sotto la responsabilità di questo comando, che schiera sia una componente terrestre che una navale: la Land Component, a livello di plotone, è incaricata della difesa di Gozo, anche in collaborazione con la Pulizija e le autorità governative; la Maritime Component comprende tre equipaggi che a rotazione impiegano il pattugliatore P32 Classe Bremse, permanentemente distaccato presso il porto di Ghain Sielem.
- Comando di supporto: garantisce la manutenzione dei materiali e delle imbarcazioni per garantire un elevato tasso di disponibilità di tutte le unità navali sia in tempo di pace che in guerra.

## Flotta
| In servizio | Classe                                              | Foto | Distintivo ottico  | Costruttore                       | Origine     | Entrata in servizio | Note |
| ----------- | --------------------------------------------------- | ---- | ------------------ | --------------------------------- | ----------- | ------------------- | --- |
| 1           | Classe OPV748 (pattugliatore d'altura)              |      | P71                | Cantiere Navale Vittoria          | Italia      | 2023                | nave ammiraglia dotata di ponte di volo.                                                                              |
| 1           | Classe Diciotti Modificato (pattugliatore d'altura) |      | P61                | Fincantieri Cantieri del Muggiano | Italia      | 2005                | Basato sui pattugliatori delle Capitanerie di Porto, dotata di ponte di volo.                                         |
| 1           | Classe Emer (pattugliatore d'altura)                |      | P62                | Verolme Cork Dockyard             | Italia      | 2015                | Costruita nel 1979 da Verolme Cork Dockyard per la Marina Militare Irlandese con il nome di LÉ Aoife.                 |
| 2           | Classe Protector (pattugliatore costiero)           |      | P51 P52            | Bollinger Shipyards               | Stati Uniti | 2002                | Basato sui pattugliatori Damen Stan 2600                                                                              |
| 4           | Classe P21 (pattugliatore costiero)                 |      | P21 P22 P23 P24    | Austal di Perth                   | Australia   | 2010                | Ordinati nel febbraio 2009, due varati il 6 ottobre 2009. I quattro battelli sono stati consegnati nel febbraio 2010. |
| 2           | Classe Vittoria Melita (motovedetta)                |      | Melita I Melita II | Cantiere Navale Vittoria di Adria | Italia      | 1998                | Motovedette SAR |
| 1           | Fast-Interceptor Craft                              |      | P01                | FB Design Srl                     | Italia      | 2006                | Gommone a chiglia rigida acquistato nel 2003 per il Rapid Deployment Team                                             |
| 3           | Boomeranger Cabin Patrol Boat                       |      | P02 P03 P04        | Boomeranger                       | Finlandia   | 2012                | Gommone a chiglia rigida cabinato per il Rapid Deployment Team                                                        |
| 2           | Cabin Patrol Boat                                   |      | P05 P06            | SAFE Boats International          | Stati Uniti | 2014                | |

## Riconoscimenti
Il 13 dicembre 2008 il Maritime Squadron of the Armed Forces of Malta è stato decorato con la Midalja Ghal Qadi tar-Repubblika (MQR) per merito di servizio dal presidente Edward Fenech-Adami. Si è trattato della prima volta a Malta che questa decorazione è stata assegnata ad una unità collettiva (non a livello individuale come successo precedentemente). La squadra marittima è risultata essere il primo reggimento delle AFM a riceverla e si fregia quindi della sigla MQR accanto al nome.